# Sendling

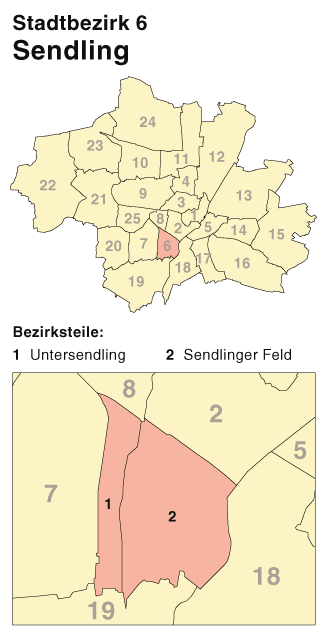
Position de Sendling

Sendling est l'un des secteurs de la ville allemande de Munich. Depuis la réorganisation de 1992, il porte le numéro 6 et regroupe les quartiers de Mittersendling et Untersendling. Le quartier d'Obersendling, précédemment rattaché à Sendling, fait maintenant partie du secteur Thalkirchen-Obersendling-Forstenried-Fürstenried-Solln.
Sendling est principalement un quartier résidentiel avec de nombreuses boutiques bordant la Plinganserstraße autour du centre historique. C'est un quartier multi-culturel, avec l'un des plus forts pourcentages d'étrangers de la ville.

## Localisation
Le secteur est localisé au sud-ouest du centre de la ville et est entouré au nord des secteurs 8 (Schwanthalerhöhe) et 2 (Ludwigsvorstadt-Isarvorstadt), à l'est de l'Isar jusqu'au secteur 18 (Untergiesing-Harlaching), au sud du secteur 19 (Thalkirchen-Obersendling-Forstenried-Fürstenried-Solln) et à l'ouest du secteur 7 (Sendling-Westpark).